# 足利晴氏
足利 晴氏（日语：あしかが はるうじ，1508年（永正5年）—1560年（永禄3年）5月27日），战国时代第4代古河公方（在职：1535年 - 1552年），是最后一任受到室町幕府正式承认而且具有影响力的古河公方。

## 生平
足利高基（原名高氏）的嫡男。幼名龟若丸。后来从将军足利义晴处领受偏讳，改名晴氏。
享禄4年（1531年）在关东享禄内乱中击败父亲高基，迫使其隐退，自己继任古河公方。
天文7年（1538年）在第一次国府台合战中与北条氏纲同盟，代表父亲消灭自称小弓公方的叔父足利义明。根据《伊佐早文书》，晴氏在合战胜利以后任命氏纲为关东管领。
然而氏纲死后与继任的北条氏康敌对，与两上杉家的上杉宪政和上杉朝定结盟。天文15年（1546年）进攻北条领地，在河越夜战中大败而归，失去了作为古河公方的影响力。作为保住性命的条件，不得不于天文21年（1552年）把公方之位让予儿子义氏。尽管如此，天文23年（1554年）古河城被氏康攻破，晴氏被囚禁于相模国波多野（神奈川県秦野市）。
弘治3年（1557年）7月被允许回到古河城，然而9月废嫡的足利藤氏试图打倒义氏夺回古河御所的图谋败露，晴氏又被囚禁，交给栗桥城主・野田氏看守。随后的永禄3年（1560年）5月27日在原栗桥（今茨城县五霞町）的「嶋」去世。享年53岁。千叶县野田市关宿台町的宗英寺留有其五轮塔。

## 接受偏讳的人物
- 足利晴直
- 簗田晴助
- 結城晴朝
- 山川晴重
- 結城晴綱
- ※大関晴増
- ※大田原晴清

（※的两人在晴氏死后才出生，应该并未直接从晴氏领受“晴”字。猜测是因为父辈大関高増领受了晴氏父亲高基的“高”字）